# Roger Myerson
Roger Bruce Myerson (Boston, 29 de março de 1951) é um economista estadunidense, professor da Universidade de Chicago.
Foi galardoado com o Prémio de Ciências Económicas em Memória de Alfred Nobel de 2007, juntamente com Leonid Hurwicz e Eric Maskin.
Entre 1976 e 2001, Myerson foi professor de economia da Kellogg School of Management, na Universidade Northwestern, onde conduziu a pesquisa premiada pelo Nobel.

## Publicações
Teoria dos jogos e design de mecanismos
- Myerson, Roger B. (1977). «Graphs and Cooperation in Games» (PDF). Mathematics of Operations Research. 2 (3): 225–229. doi:10.1287/moor.2.3.225. hdl:10419/220606
- Myerson, Roger B. (1977). «Two-Person Bargaining Problems and Comparable Utility» (PDF). Econometrica. 45 (7): 1631–1637. JSTOR 1913955. doi:10.2307/1913955
- Myerson, R. B. (1978). «Refinements of the Nash Equilibrium Concept» (PDF). International Journal of Game Theory. 7 (2): 73–80. doi:10.1007/BF01753236
- Myerson, Roger B. (1979). «Incentive Compatibility and the Bargaining Problem». Econometrica. 47 (1): 61–73. JSTOR 1912346. doi:10.2307/1912346
- Myerson, Roger B. (1981). «Optimal Auction Design». Mathematics of Operations Research. 6 (1): 58–73. doi:10.1287/moor.6.1.58
- Myerson, Roger B. (novembro 1983). «Mechanism Design by an Informed Principal» (PDF). Econometrica. 51 (6): 1767–1797. JSTOR 1912116. doi:10.2307/1912116
- Myerson, Roger B. (1984). «Two-Person Bargaining Problems with Incomplete Information». Econometrica. 52 (2): 461–487. JSTOR 1911499. doi:10.2307/1911499
- "Bayesian Equilibrium and Incentive Compatibility," in Hurwicz, Leonid; Schmeidler, David; Sonnenschein, Hugo, eds. (2005). Social goals and social organization : essays in memory of Elisha Pazner. Cambridge New York: Cambridge University Press. pp. 229–259. ISBN 9780521023955

Ele escreveu um livro-texto geral sobre teoria dos jogos em 1991 e também escreveu sobre a história da teoria dos jogos, incluindo sua revisão das origens e significado da teoria dos jogos não cooperativa. Ele também atuou no conselho editorial do International Journal of Game Theory por dez anos.
Myerson trabalhou na análise econômica de instituições políticas e escreveu vários trabalhos de pesquisa importantes:
- Myerson, Roger B. (1995). «Analysis of Democratic Institutions: Structure, Conduct, and Performance». Journal of Economic Perspectives. 9 (1): 77–89. JSTOR 2138356. doi:10.1257/jep.9.1.77
- "Economic Analysis of Political Institutions: An Introduction," Advances in Economic Theory and Econometrics: Theory and Applications, volume 1, edited by D. Kreps and K. Wallis (Cambridge University Press, 1997), pages 46–65.
- Myerson, Roger B. (1999). «Theoretical Comparisons of Electoral Systems». European Economic Review. 43 (4–6): 671–697. CiteSeerX 10.1.1.21.9735. doi:10.1016/S0014-2921(98)00089-0

Seu trabalho recente sobre democratização levantou questões críticas sobre a política americana no Iraque ocupado:
- Myerson, Roger B. (2013). «Fundamentals of social choice theory». Quarterly Journal of Political Science. 8 (3): 305–337. CiteSeerX 10.1.1.297.6781. doi:10.1561/100.00013006

Livros
- Game theory: analysis of conflict. Cambridge, Massachusetts: Harvard University Press. 1991. ISBN 9780674728615
- Probability models for economic decisions. Belmont, CA: Thomson/Brooke/Cole. 2005. ISBN 9780534423810